# Armoedige zegge
Armoedige zegge (Carex depauperata) is een overblijvende plant die behoort tot de cypergrassenfamilie (Cyperaceae). De plant komt van nature voor in koude en gematigde bergstreken op het Noordelijk halfrond. De soort kwam vroeger ook in Wallonië voor. Het aantal chromosomen is 2n = 44 of 74.
De plant wordt 10-60 cm hoog en heeft kruipende rizomen. De tot 15 cm lange, stomp driekantige stengels zijn bovenaan ruw. Het 3-4 mm brede blad heeft een vlakke bladschijf en is ongeveer even lang als de stengel. De bladscheden van de onderste bladeren hebben een purperen kleur.
Armoedige zegge bloeit vanaf mei tot in juli. Aan de top van de stengel zit een mannelijke aar met 1-3 mannelijke bloemen en daaronder zitten 2-4 verspreid staande vrouwelijke aren met elk 2-6 vrouwelijke bloemen, die drie stempels hebben. De mannelijke bloemen hebben drie meeldraden. Het eivormige, sterk toegespitste kafje van de vrouwelijke bloem is groenachtig tot bleekgeel en heeft een bruine, vliezige rand.
De vrucht is een zilvergrijs, stomp driekantig, tot 10 mm lang nootje. Het afstaande of teruggebogen, geelkleurige, viernervige urntje is 5-7 mm lang en heeft een korte, tweetandige snavel. Het urntje is een soort schutblaadje dat geheel om de vrucht zit. 

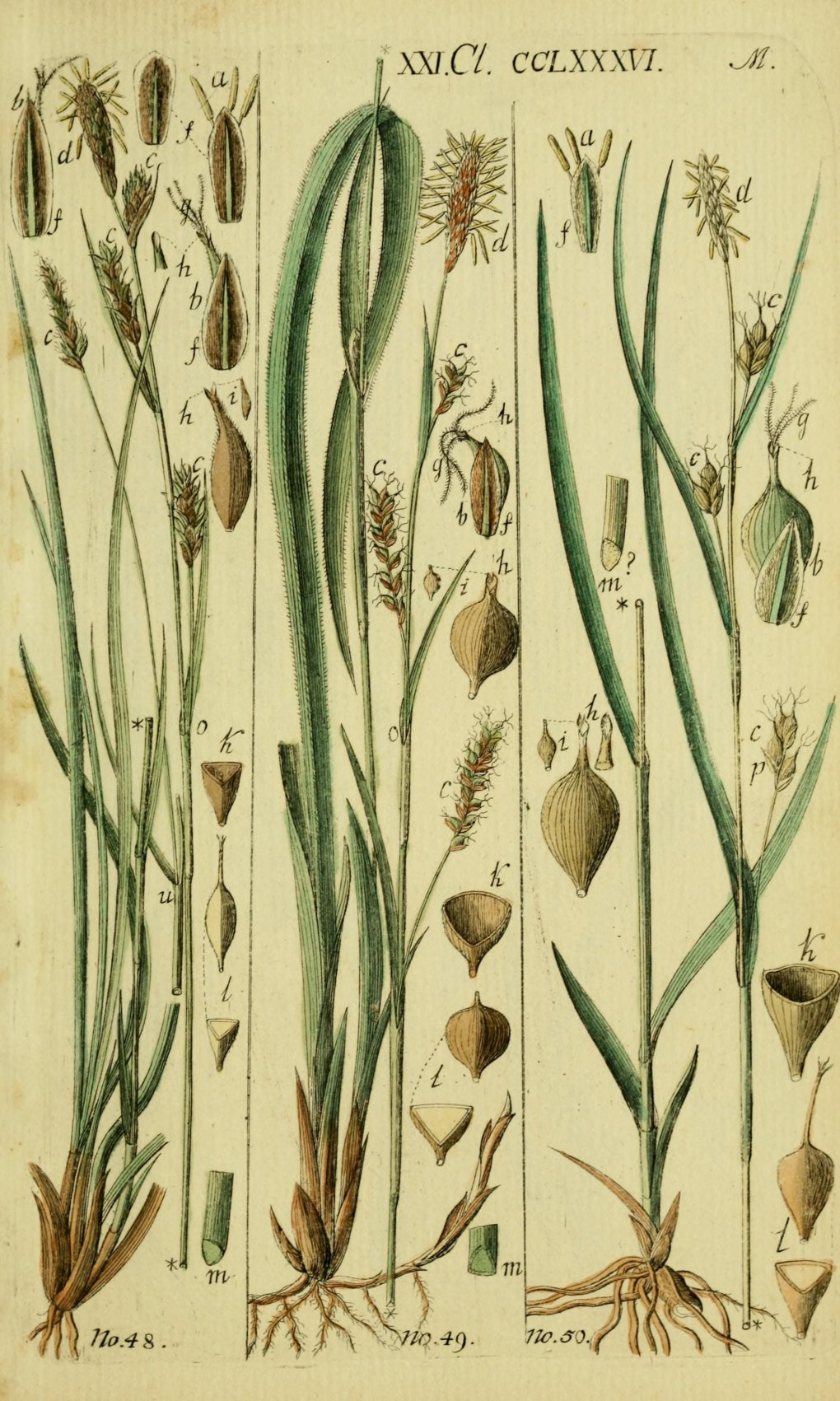
No. 50 = Armoedige zegge, d = mannelijke aar, c = vrouwelijke aren
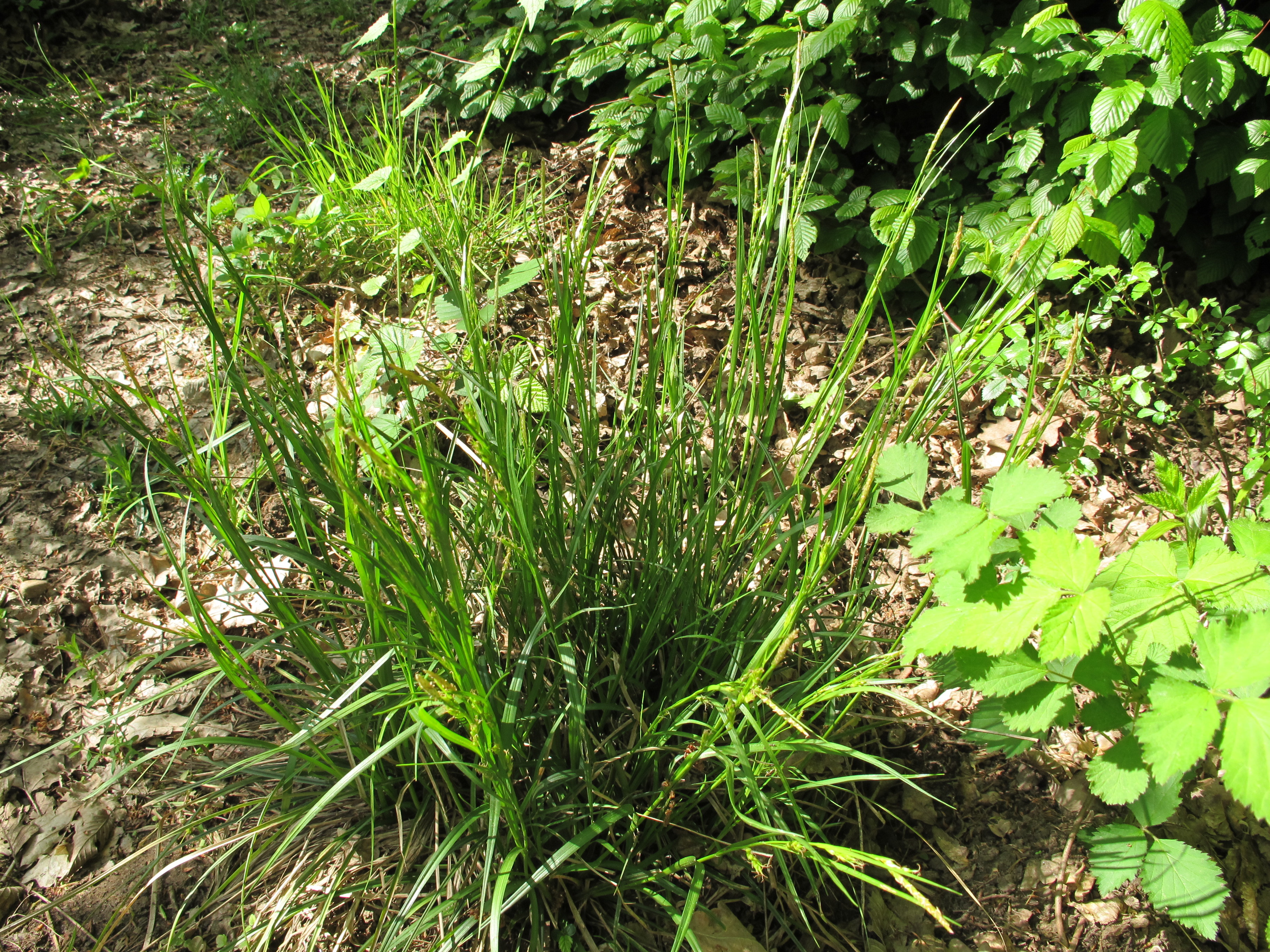
Plant
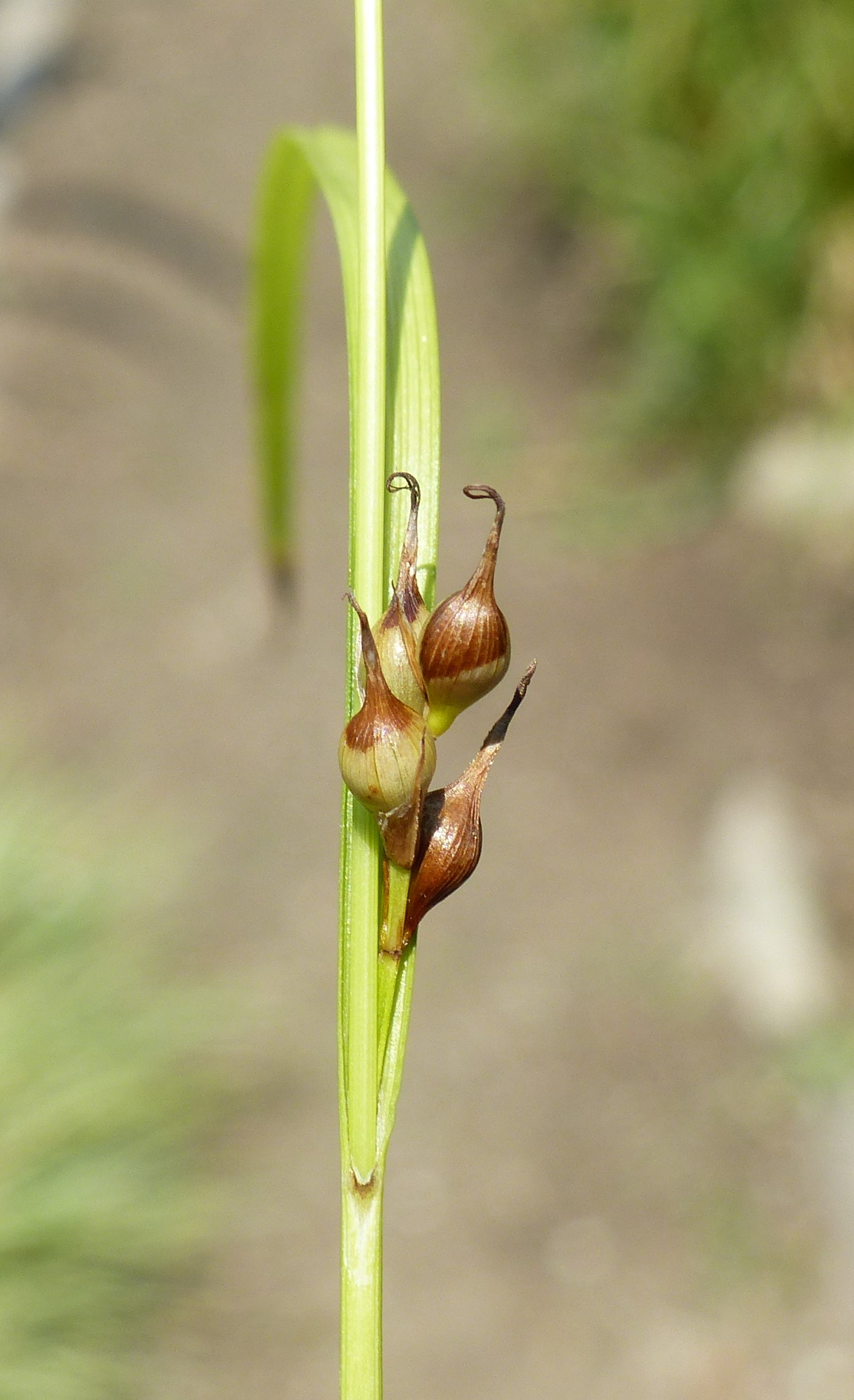
Vruchten

De plant groeit in hoogveenmoerassen en grasland op voedselarme, zure grond.